# André Biancarelli
André Biancarelli (Avignone, 12 marzo 1970) è un allenatore di calcio ed ex calciatore francese, di ruolo portiere.

## Carriera

### Giocatore
Ha gareggiato come portiere dall'inizio degli anni '90 fino alla metà degli anni 2000. Formatosi al Bastia, ha poi giocato per il Metz e infine per il Monaco. 

### Allenatore
È quindi diventato preparatore dei portieri nel 2006 sempre per il Monaco, posizione che poi ha ricoperto anche al Tours, al Tolosa e, per pochi mesi nel 2020, in Corsica alla squadra del Porto Vecchio, suo primo club giovanile. Attualmente è al Saint-Etienne.

## Palmarès

### Giocatore

#### Competizioni nazionali
- Coppa di Lega francese: 1

Monaco: 2002-2003
- Supercoppa francese: 1

Monaco: 2000